# 한상귀
한상귀(1990년 ~)는 대한민국의 가수다. 2022년 정규 앨범 《인생은항구다》로 데뷔했다.

## 방송
- 아침마당 (2020)
- 히든싱어 6 (2020) - 설운도 편 준우승, 왕중왕전 10위
- 불타는 트롯맨 (2022) - Top100
- 콘테스트M3 (2023) - 장려상(6위)

## 음반
- 인생은항구다 (2022)